# 波馬爾卡區

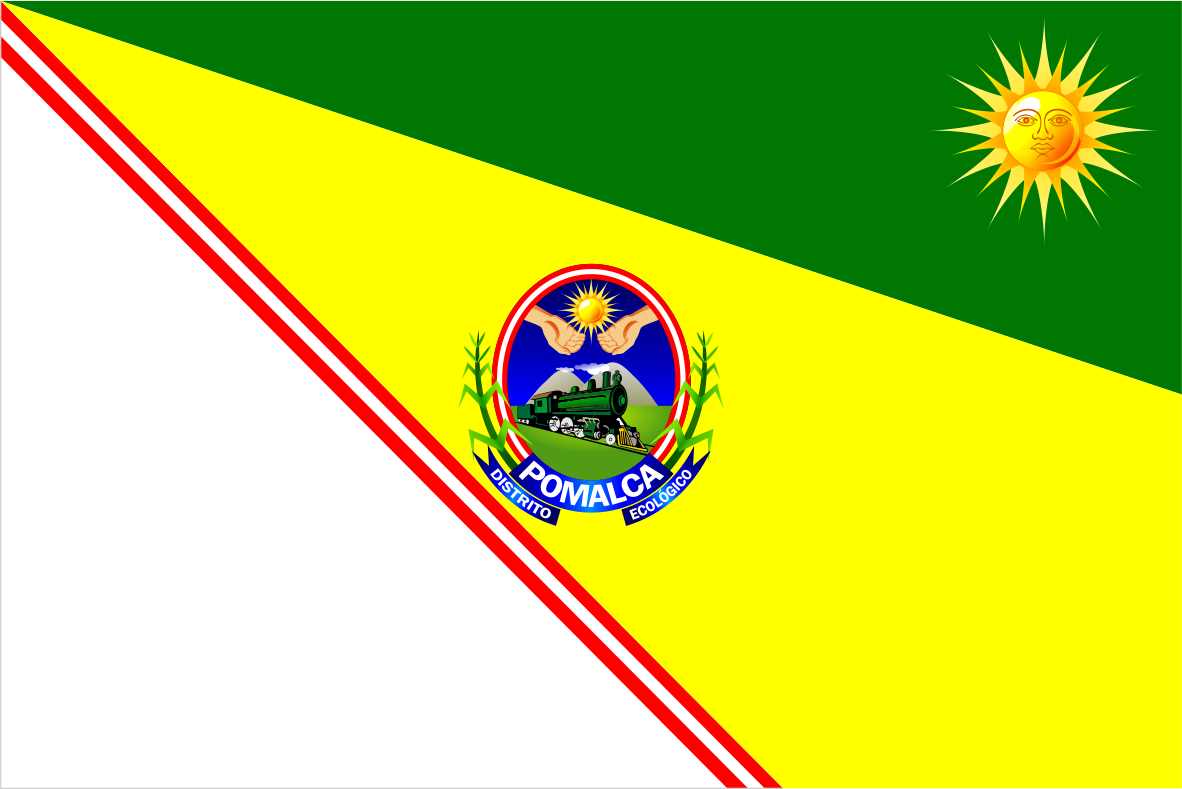
波马尔卡区旗

波馬爾卡區（西班牙語：Distrito de Pomalca）是秘魯的一個區，位於該國西北部蘭巴耶克大區的奇克拉約省，始建於1998年1月29日，面積80.35平方公里，海拔高度88米，2005年人口23,134，人口密度每平方公里290人。
1. ↑  . www.distrito.pe.   [2022-04-03]. （原始内容存档于2021-04-16）.
2. ↑  .   [2022-04-03]. （原始内容存档于2022-06-29） （es-PE）.